# Revisión de la Vulgata de Lutero
La revisión de la Vulgata de Lutero (Título original: Pentatevchvs/Liber Iosve/Liber Ivdicvm/Libri Regvm/Novvm Testamentvm) es el nombre de una revisión extensa de la Vulgata de 1529, en la que se asume la autoría de Lutero o al menos una participación significativa.

## Traducción y revisión
La revisión de la Vulgata fue impresa por primera vez en 1529 por el impresor de Wittenberg, Nickel Schirlenz. La impresión contenía los Cinco Libros de Moisés (Pentateuchus), el Libro de Josué (Liber Iosue), el Libro de los Jueces (Liber Iudicum), el Libro de Rut (Liber Ruth), el Primer Libro de Samuel (Liber Primus Regum) el segundo libro de Samuel (Liber Secundus Regum), el primer libro de reyes (Liber Tertius Regum), el segundo libro de reyes (Liber Quartus Regum), así como el Nuevo Testamento completo (Novum Testamentum), un saludo al lector (Lectori Salutem) y un prefacio de Martín Lutero al Antiguo Testamento (Praefatio Martini Lutheri in Vetus Testamentum). No hubo notas marginales. Los Hechos siguieron el método tradicional al pie de la letra y no el orden cambiado de la Biblia alemana de Lutero. No se mencionó el nombre del autor. En 1536, Nickel Schirlenz reimprimió el Nuevo Testamento, esta vez con un prólogo de Martín Lutero (Praefatio D. Marti. Lute. in Novum Testamentum) y un prefacio a Romanos (Praefatio en Epistolam Pauli. Ad Romanos). Esta vez tampoco hubo notas marginales.
A la revisión de la Vulgata todavía le faltaban el resto de los libros del Antiguo Testamento y los Apócrifos. En 1529 y 1537, Lutero hizo imprimir su edición revisada del Salterio latino. El colega de Lutero, Justus Jonas, tradujo la versión alemana de la Biblia de Lutero de Eclesiástico al latín y la publicó en Wittenberg en 1538 con el título Liber Jesu Sirach. Sin embargo, la revisión de la Vulgata de Wittenberg quedó incompleta.
En el saludo al lector antes mencionado se explica que la revisión de la Vulgata se hizo a pedido de los impresores debido a la falta de buenas Biblias. Inicialmente, solo querían corregir errores individuales, pero la gran cantidad de errores hizo necesaria una nueva traducción en algunos casos.
La edición exacta de la Vulgata en la que se basa la revisión aún no ha sido determinada por la ciencia. Sin embargo, está claro que la Vulgata ha sido revisada de acuerdo con el texto original hebreo y griego, así como con la traducción alemana de la Biblia de Lutero.

## Efectos
La revisión de la Vulgata recibió poca atención.  Sólo el Nuevo Testamento se reimprimió unas cuantas veces más (1529 en Hagenau, 1536 en Wittenberg, 1537 en Basilea, 1554 y 1570 en Frankfurt am Main).
Cuando en 1571 los cripto-calvinistas de Wittenberg utilizaron una cita de la revisión de la Vulgata en una disputa contra la doctrina de la ubicuidad y, por lo tanto, utilizaron a Lutero para su propio argumento, esto llevó a que la autoría de Lutero fuera cuestionada total o parcialmente por parte de sus oponentes luteranos.
Sin embargo, en su edición de las obras de Lutero en 1744, Johann Georg Walch estableció firmemente la autoría de Lutero. Hoy se supone que Lutero fue el autor o al menos jugó un papel importante en su creación.

## Ediciones de la Biblia
- Walch : Obras de Lutero. Volumen 14 II, 1744

- Edición de Weimar - DB quinto texto de la revisión de la Vulgata de 1529

- Edición Weimar - DB 10. II. Edición revisada del Salterio Latino (1529 y 1537) , páginas 185 a 289.